# Evaniella mendozaensis
Evaniella mendozaensis är en stekelart som först beskrevs av Cameron 1909.  Evaniella mendozaensis ingår i släktet Evaniella och familjen hungersteklar. Inga underarter finns listade i Catalogue of Life.